# Mark Weinberger

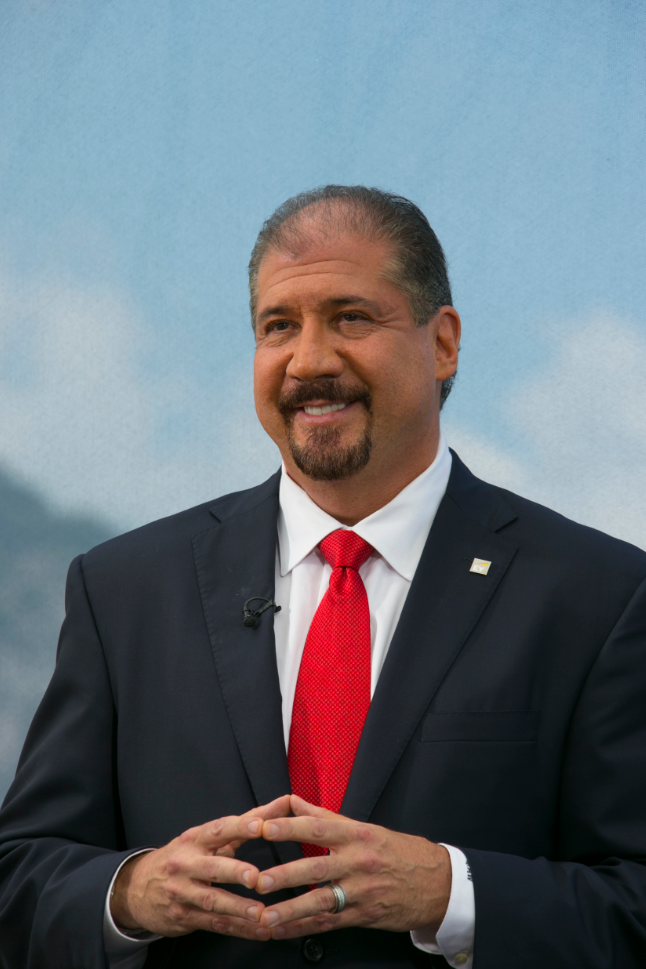

Mark Weinberger, hombre de negocios estadounidense, es el presidente y director ejecutivo de EY (Ernst & Young)
.

## Biografía
Nacido en  Scranton, Pennsylvania, Weinberger obtuvo su título de grado en Humanidades en Emory University, una maestría en Administración de Empresas y un doctorado en Jurisprudencia en Case Western University Emory University.

## Carrera profesional
Weinberger se incorporó a EY en 1987 como miembro del personal de nivel inicial.  y se desempeñó como jefe de personal del Comité de Reforma Tributaria y Cesión de Derechos (Entitlement and Tax Reform Committee) de 1994.
En marzo de 1996, cofundó Washington Counsel, P.C. Esta firma se fusionó con Ernst & Young en mayo de 2000 y Weinberger pasó a ocupar el puesto de director del Departamento de Impuestos Nacionales de la oficina estadounidense de Ernst & Young.
Más adelante ese mismo año, retornó al servicio público cuando el presidente Clinton lo designó como miembro de la Junta de Asesores de Seguridad Social.
Tras la renuncia de Jonathan Talisman, Weinberger pasó a desempeñarse como subsecretario del Tesoro para políticas tributarias en el Departamento del Tesoro de los EE. UU.
En abril de 2002 renunció a ese cargó y volvió a incorporarse a EY como vicepresidente de Servicios Tributarios para el continente americano.
En la actualidad, se desempeña como presidente y director ejecutivo de EY con base en Washington. Su antecesor fue Jim Turley, quien se retiró en julio de 2013.
Weinberger ocupa un puesto en la Junta Directiva del Consejo Tributario (The Tax Council), el Consejo Americano para la Formación de Capital (The American Council for Capital Formation) y la Bullis School. En diciembre de 2012 recibió el premio Achievement Award por parte de la Liga Antidifamación (Anti-Defamation League).

## Vida personal
Está casado y es padre de cuatro hijos. Le gusta esquiar y jugar al tenis.